# Neon (televíziós sorozat)
A Neon 2023-tól vetített amerikai vígjátéksorozat, amelyet Shea Serrano és Max Searle alkotott. A főbb szerepekben Tyler Dean Flores, Emma Ferreira, Jordan Mendoza, Courtney Taylor és Génesis Rodríguez látható.
Amerikában és Magyarországon 2023. október 19-én mutatta be a Netflix.

## Cselekmény
Santi, a Z generációs reggaetón előadó és két legjobb barátja, Vanessa és Felix Miamiba költöznek, hogy segítsék a zenei karrierjét.

## Szereplők
| Szereplők  | Színész             | Magyar hang        | Leírás                                                                  |
| ---------- | ------------------- | ------------------ | ----------------------------------------------------------------------- |
| Santi      | Tyler Dean Flores   | Miller Dávid       | Feltörekvő reggaetón művész Fort Myersből.                              |
| Vanessa    | Emma Ferreira       | Csifó Dorina       | Santi legjobb barátja és zenei menedzsere                               |
| Felix      | Jordan Mendoza      | Kenéz Ágoston      | Santi legjobb barátja, művészeti vezetője és közösségi média menedzsere |
| Mia        | Courtney Taylor     | Kokas Piroska      | A lemezkiadó képviselője, Santi-nak udvarol, hogy aláírja a szerződést. |
| Isa        | Génesis Rodríguez   | Jakubicz Eszter    | Kubai-amerikai popsztár.                                                |
| Javier     | Jhayco              | Penke Bence        | Sikeres reggaeton sztár.                                                |
| Mia főnöke | Santiago Cabrera    |                    | Egy lemezkiadó vezetője.                                                |
| Celeste    | Alycia Pascual-Peña | Bogdányi Titanilla | Zenekritikus.                                                           |
| Gina       | Jordana Brewster    | Gáspár Kata        | Tehetős befektető                                                       |

### Magyar változat
- Magyar szöveg: Andorai Péter Krisztián
- Hangmérnök: Bederna László
- Vágó: Pilipár Éva
- Gyártásvezető: Gémes Krisztina
- Szinkronrendező: Szentesi Dorottya
- Produkciós vezető: Horján Annamária

A szinkront az Direct Dub Studios készítette.

## Epizódok
| Sor. | Év. | Cím                                | Rendező             | Író                                 | Premier           |
| ---- | --- | ---------------------------------- | ------------------- | ----------------------------------- | ----------------- |
| 1.   | 1.  | Az álom (The Dream)                | Oz Rodriguez        | Shea Serrano & Max Searle           | 2023. október 19. |
| 2.   | 2.  | Bemutatkozás (Opening Up)          | Eli Gonda           | Max Searle                          | 2023. október 19. |
| 3.   | 3.  | Tiltott gyümölcs (Forbidden Fruta) | Eli Gonda           | Demi Adejuyigbe                     | 2023. október 19. |
| 4.   | 4.  | Art Basel (Art Basel)              | Eli Gonda           | Brianna Porter & Christopher Eddins | 2023. október 19. |
| 5.   | 5.  | Corillo (Corillo)                  | Kimberly McCullough | Wally Baram                         | 2023. október 19. |
| 6.   | 6.  | Isanti (Isanti)                    | Steven Canals       | Raina Morris                        | 2023. október 19. |
| 7.   | 7.  | Új menedzsment (New Management)    | Kimberly McCullough | Adriana Caballero                   | 2023. október 19. |
| 8.   | 8.  | A valóság (The Reality)            | Steven Canals       | Jordan Mendoza                      | 2023. október 19. |

## A sorozat készítése
A sorozatot Shea Serrano és Max Searle készítette, és 2022. november 8-án kapott sorozatrendelést a Netflix-től. Scooter Braun produkciós cége, az SB Projects készíti.
A sorozat bejelentése után a Hyperallergic kritizálta a sorozatot, amely a reggaeton karibi műfajára fókuszál, a Puerto Rico-i producerek hiánya miatt. A megjelenés után megjegyezték, hogy Daddy Yankee vezető producerként és vendégszereplőként is bekerült a sorozatba. A zenei producerek Tainy, Lex Borrero és Ivan Rodriguez, akik együttesen Tainy & One Six néven ismertek.